# Měděný důl Bohumír
Měděný důl Bohumír, také Důl Jívka, byl hlubinným rudným dolem v katastrálním území Dolní Vernéřovice v části obce Jívka v okrese Trutnov. Je dokladem novodobé rudné důlní činnosti v Podkrkonoší a významným dokladem technologického provozu dolu, který byl Ministerstvem kultury České republiky prohlášen kulturní památkou České republiky.

## Charakteristika dolu
V 19. století nedaleko Horních Vernéřovic (dnes součást Jívky) byly odkryty na výchozech jíveckých vrstev permokarbonských sedimentárních hornin tři sloje s měděným zrudněním. Vernéřovické vrstvy v jílovitých šedozelených lupcích obsahovaly hlavní minerály chalkoit a bornit s doprovodnými sekundárními minerály mědi (chryzokol, malachit, azurit a covellin) a v hojné míře se vyskytoval pyrit.
Dobývka byla prováděna ze dvou vrstev (slojí), které byly rovnoběžné a šikmo uložené. Hlavní sloj Bohumír měla mocnost 0,8 m a nadložní sloj Jan s mocností 0,65 m. Obě sloje byly od sebe vzdálené 8 až 12 m. Těžba probíhala pomocí systému úpadnic a směrových chodeb s metodou zavalování rudné výplně a průvodních hornin do vyrubaného prostoru. Po ukončení těžby byla štola Bohumír v roce 1978 zazděna a důl zatopen po úroveň čtvrtého patra.
V blízkých Radvanicích na dole Kateřina (Stachanov) byla dobývána uhelná radvanická sloj, která se nacházela v podloží jívecké vrstvy.

## Historie
První měděné ložisko bylo otevřeno v roce 1853 Dr. Wernerem z Maršova. V roce 1858 byla ustanovena akciová společnost Vernéřovické doly na měď. V období 1866–1869 prusko-rakouských válek byla těžba přerušena a v roce 1895 byla ukončena. V období 1857 až 1858 bylo vytěženo v oblasti Dolních Vernéřovic na 1500 t rud a v roce 1863 výroba mědi činila devět tun. Hornická činnost byla zaměřena na vyražení hlavní štoly Bohumír (Gottfreid Stollen) a dědičné odvodňovací štoly svatý Jan (Johaness Ers Stollen), která ústila do potoka Dřevíč ve východní části obce Jívka. Činnost dolu na krátkou dobu v letech 1919–1920 obnovila teplická firma Mautner, která nahradila původní parní stroj elektrickým. Byly otevřeny pomocné sloje Jan a Tereza, vybudována gravitační úpravna, kovohutě a odkaliště nazývané Kuprovka. Pro nerentabilnost (pokles světových cen) byl důl opět uzavřen v roce 1926. V období druhé světové války v letech 1939–1942 byl prováděn vrtný průzkum německou firmou Deutsche Tiefbohr AG. Průzkumné vrty byly prováděny až do hloubky 650 m, jejich výsledky však nebyly uspokojivé. V roce 1949 byl důl znovu otevřen a od roku 1954 probíhala intenzívní těžba a úprava na měděný koncentrát. V období 1958–1965 bylo na dole Bohumír vytěženo 223 500 t měděné rudy s průměrným obsahem 0,25–0,45 % mědi. Těžba byla ukončena v roce 1965.
V období 1949–1951 byl důl Jívka součástí Východočeských uhelných dolů, závod Stachanov (Kateřina) v Radvanicích, v letech 1951–1954 byl součástí Západočeských rudných dolů v Dubí u Teplic. Národní podnik Východočeské rudné doly Horní Vernéřovice vznikl v roce 1954 a byly do něj začleněny doly Jívka, Svatý Petr (Špindlerův Mlýn) a Harrachov. V roce 1958 byl přejmenován na Rudné doly, n. p., Jeseník. V roce 1955 byla uvedena do provozu nová úpravna mědi.
Do roku 1970 probíhaly likvidační práce včetně dobývacího prostoru. V závodě Jívka byl zaveden náhradní výrobní program – výroba ocelových konstrukcí a obvodových plášťů pro systémy ocelových hal. V roce 1979 byl závod převeden pod Výstavbu kamenouhelných dolů, k. p., Kladno. Od roku 2012 prostory dolu převzala o.p.s. Důl Jan Šverma Žacléř, která důl Bohumír zpřístupnila 400 m dlouhou trasou v roce 2015.

## Úpravna
Koncem roku 1954 byla uvedena do provozu nová úpravna s technologií nepřímé kolektivní flotace měďnato-pyritových rud. Její projektovaná kapacita devadesát kilotun vsázky nebyla plně využita. V roce 1955 bylo zpracováno padesát kilotun vlastní vytěžené rudy. Využití volné kapacity bylo řešeno dovozem dalších měďnatých surovin z Československa. Byl zpracováván nemagnetický odpad z úpravny Rudňany na Slovensku, měďnato-niklová rudnina z ložiska Rožany u Šluknova halda z Spišské Nové Vsi, které obsahovaly až jedno procento mědi. Zpracovaná rudnina byla dopravována do hutí v Krompachách na Slovensku, kde se měď získavala elektrolytickou rafinací. V závěru své činnosti úpravna zpracovávala kromě vlastní těžby borito-chalkozinové rudy také nemagnetický odpad z Rudňan a chalkopyritovou rudu z Mlýnků. Na počátku šedesátých let 20. století vrcholil výkon úpravny. V tomto období bylo zpracováno kolem 35–40 kt vlastní těžby. Po likvidaci dolu nebyla zajištěna náhradní vsázka a úpravna byla zlikvidována.

## Důl Bohumír

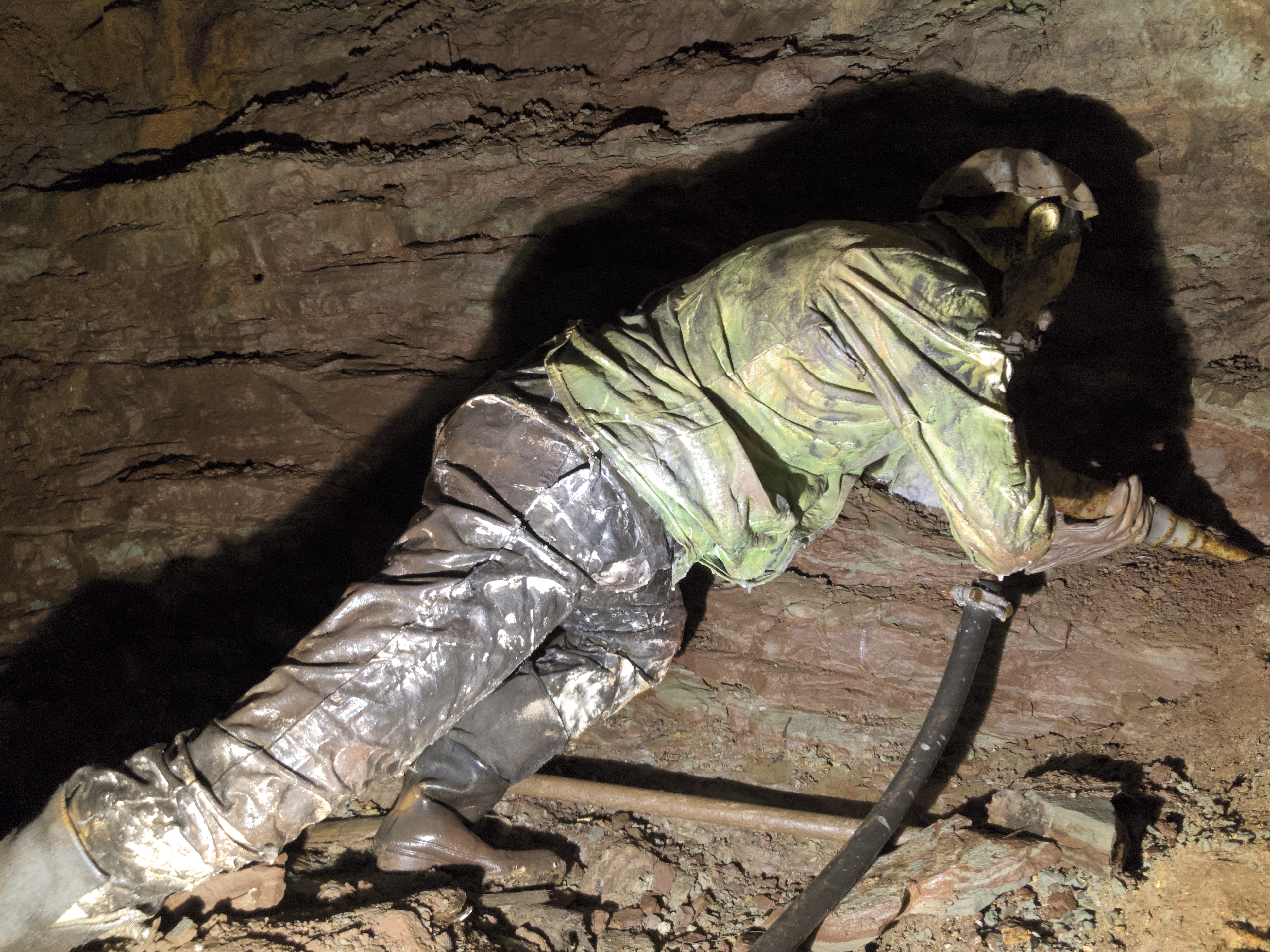
Figurína horníka při práci

Důl je otevřen štolou ve svahu jihovýchodně od hlavních slojí. Vstup na prohlídkovou trasu vede betonovým portálem do prvního patra štoly Bohumír, kterou se dopravovala těžená hornina na povrch. Po projití vybetonovanou částí štoly následuje část s dřevěnou výztuží. Na trase v podzemí dlouhé více než 300 metrů můžete vidět dobře zachovalou stěnovou dobývku, šest figurín horníků při práci, prostor strojovny a další. Na konci trasy lze vystoupat po pěti dřevěných žebřících čtrnáctimetrovou větrací šachticí na povrch nebo je možné vrátit se stejnou cestou zpět.